# 조반니 그라시

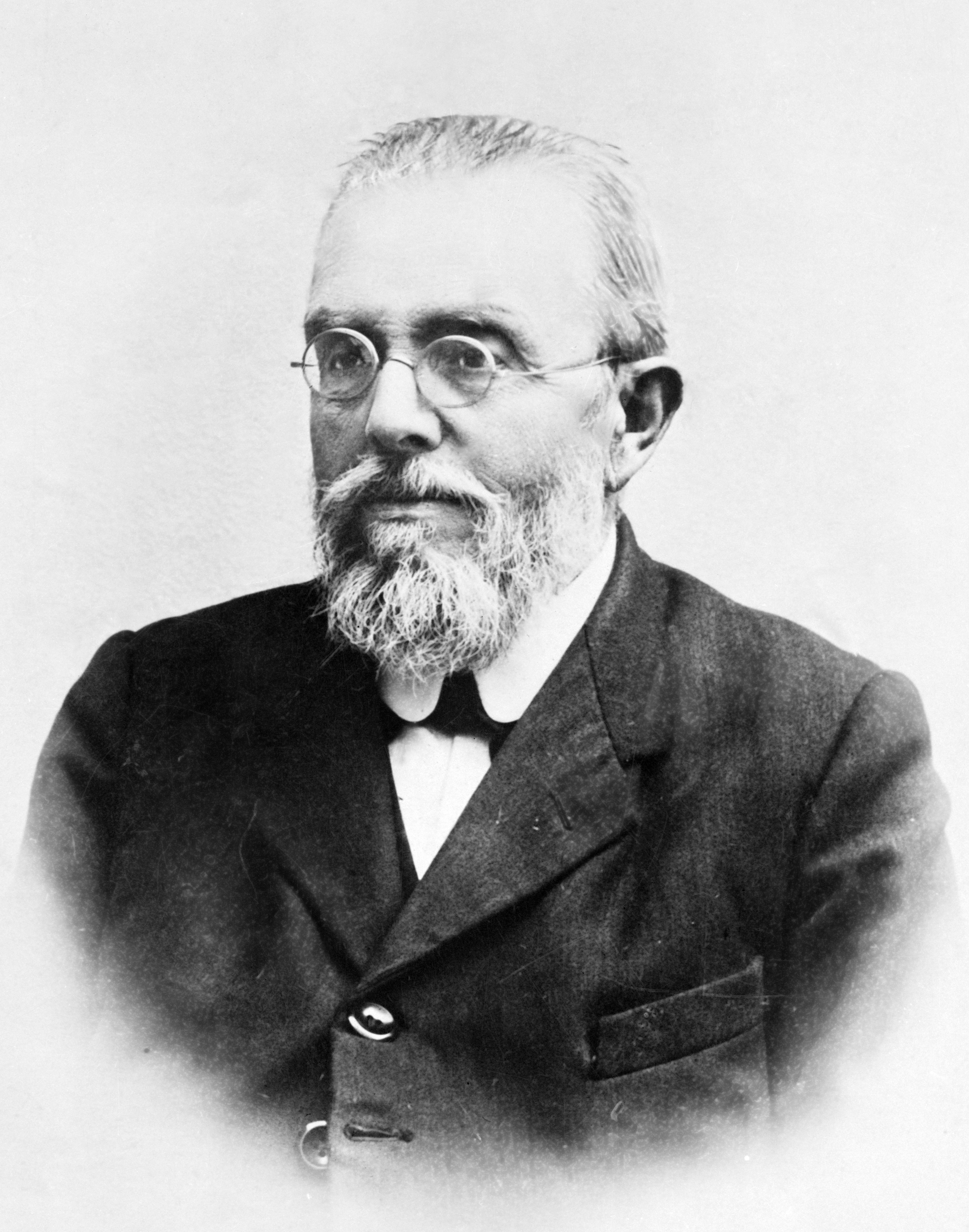

조반니 그라시(Giovanni Battista Grassi, 1854년 3월 27일 ~ 1925년 5월 4일)는 이탈리아인 의사이자 동물학자이다. 특히 말라리아 쪽의 기생충학에 큰 공헌을 했다.
1883년부터 카타니아 대학교에서 동물학 교수를 역임하다가 1895년부터 사망할 때까지 로마 라 사피엔차 대학교의 비교해부학 교수를 역임했다.